# Поджоги железнодорожных объектов в Берлине (2011)
Поджоги на железнодорожных объектах в октябре 2011 года (нем. Brandanschläge auf Bahnanlagen im Oktober 2011) вызвали значительные нарушения в железнодорожном сообщении в районе Большого Берлина. Атаки были совершены предположительно левой экстремистской группой. Федеральная прокуратура взяла на себя расследование данного преступления.

## Атаки и попытки поджогов
Неизвестные люди подожгли кабельный канал 10 октября 2011 года на железной дороге Берлин-Гамбург возле станции Финкенкруг в Хафельланде, уничтожив сигнальные кабели. Пожар вспыхнул незадолго до 4 часов утра. Кроме того, в тот же день возле берлинского центрального вокзала был обнаружен пожар в служебных зданиях, но он не распространился далее. 11 октября 2011 года железнодорожники обнаружили зажигательные устройства на железной дороге Берлин-Трептов и предупредили полицию. Полиция предположила, что все найденные зажигательные устройства были сданы на хранение одновременно и с тех пор были постепенно обнаружены.
Железнодорожники 12 октября 2011 года обнаружили на путевых осмотрах в районе Штаакен на западе Берлина и в районе Шенеберг на юге несколько зажигательных устройств. Одно из зажигательных устройств уже сгорело. Всего было выявлено 16 зажигательных устройств. В связи с причиненным ущербом и принятыми полицейскими мерами в районе Большого Берлина существовали значительные ограничения на железнодорожное сообщение. Во-первых, LKA Berlin взяло на себя ведение расследования, пока в тот же день федеральный прокурор не включил и не уполномочил Федеральное ведомство уголовной полиции продолжить расследование. Причиной стало подозрение в «антиконституционном саботаже и других преступлениях».
Deutsche Bahn пообещала вознаграждение в размере 100 000 евро за улики, которые бы раскрыли преступников.

## Подоплека
В ходе нападения 10 октября 2011 года группа под названием «Hekla-Empfangskomitee — Initiative für mehr gesellschaftliche Eruptionen» знала, вероятно, группу левых боевиков из Германии, название которой основано на извергавшемся в тот же период вулкане Гекла. В письме о принятии, опубликованном в Интернете, говорится, что это нападение протестовало против участия Германии в войне в Афганистане и немецкого экспорта оружия. Группа также потребовала свободы для заключенного в тюрьму американского солдата Брэдли Мэннинга, который передал информацию на интернет-платформу Wikileaks о военном персонале. В качестве вдохновения они назвали пять месяцев назад совершившую нападение на кабельные системы немецкой железной дороги на берлинской станции Осткройц, в результате чего железнодорожное движение на востоке Берлина, интернет-услуги Deutsche Bahn и мобильная сеть Vodafone были временно нарушены. Земельное ведомство уголовной полиции Бранденбурга посчитал письмо о признании подлинным после предварительной оценки 12 октября 2011 года. Распространенный саботаж «функционирования мегаполисов» основан на манифесте «Грядущее восстание».

## Реакция
После поджога и впоследствии найденных зажигательных законов в Западной Германии обсуждалась политика в отношении насильственных правонарушителей левых экстремистов. Политик СДПГ Вифельшпюц заявил, что речь не идет о том, чтобы запретить опасные зажигательные устройства. Зажигательные устройства на железнодорожных системах не имеют ничего общего с терроризмом.
Министр транспорта Петер Рамзауэр (ХДС) осудил попытку поджога и назвал её «криминальными террористическими атаками».
В левых силах ситуация была раскритикована как аполитичная. Среди прочего, обвиняемую организацию обвиняли в том, что она не заслуживает доверия, если в качестве антимилитаристской группировки они сами прибегали к насилию. Время саботажа также называлось неловким, потому что государственные институты в любом случае были бы критически восприняты несанкционированным использованием «государственного троянского коня» в общественных местах.